# HAPLN1
HAPLN1 (англ. Hyaluronan and proteoglycan link protein 1) – білок, який кодується однойменним геном, розташованим у людей на короткому плечі 5-ї хромосоми.  Довжина поліпептидного ланцюга білка становить 354 амінокислот, а молекулярна маса — 40 166.
| 10         |  | 20         |  | 30         |  | 40         |  | 50         |
| ---------- |  | ---------- |  | ---------- |  | ---------- |  | ---------- |
| MKSLLLLVLI |  | SICWADHLSD |  | NYTLDHDRAI |  | HIQAENGPHL |  | LVEAEQAKVF |
| SHRGGNVTLP |  | CKFYRDPTAF |  | GSGIHKIRIK |  | WTKLTSDYLK |  | EVDVFVSMGY |
| HKKTYGGYQG |  | RVFLKGGSDS |  | DASLVITDLT |  | LEDYGRYKCE |  | VIEGLEDDTV |
| VVALDLQGVV |  | FPYFPRLGRY |  | NLNFHEAQQA |  | CLDQDAVIAS |  | FDQLYDAWRG |
| GLDWCNAGWL |  | SDGSVQYPIT |  | KPREPCGGQN |  | TVPGVRNYGF |  | WDKDKSRYDV |
| FCFTSNFNGR |  | FYYLIHPTKL |  | TYDEAVQACL |  | NDGAQIAKVG |  | QIFAAWKILG |
| YDRCDAGWLA |  | DGSVRYPISR |  | PRRRCSPTEA |  | AVRFVGFPDK |  | KHKLYGVYCF |
| RAYN       |  |            |  |            |  |            |  |            |

A: Аланін

C: Цистеїн

D: Аспарагінова кислота

E: Глутамінова кислота

F: Фенілаланін

G: Гліцин

H: Гістидин

I: Ізолейцин

K: Лізин

L: Лейцин

M: Метіонін

N: Аспарагін

P: Пролін

Q: Глутамін

R: Аргінін

S: Серин

T: Треонін

V: Валін

W: Триптофан

Задіяний у такому біологічному процесі як поліморфізм. 
Локалізований у позаклітинному матриксі.
Також секретований назовні.